# Jesse Capelli

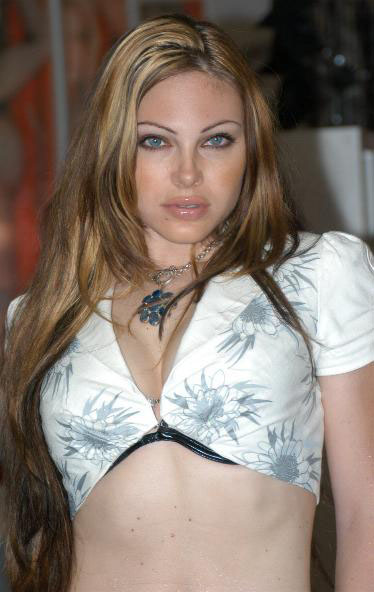
Jesse Capelli im Juni 2006 auf der Erotica LA Party

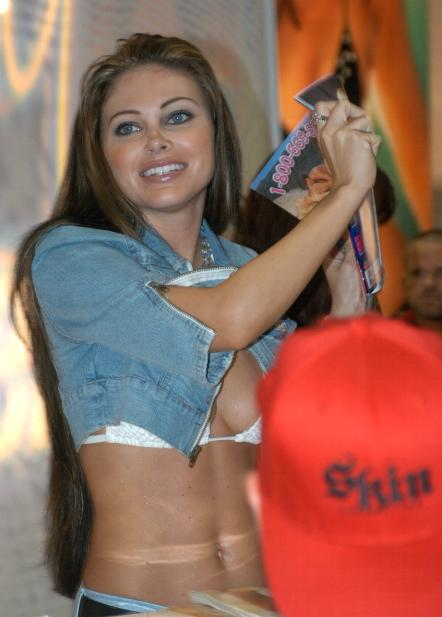
Jesse Capelli

Jesse Capelli (* 21. Mai 1979 in Vancouver, British Columbia; als Jennifer Leone) ist ein kanadisches Fotomodell und Pornodarstellerin.

## Leben
Capelli begann im Alter von zwölf Jahren zu modeln. Im April 2004 war sie Penthouse Pet des Monats. Sie hat für Männermagazine wie Perfect 10 und das britische Magazin Mens’ World gemodelt. Außerdem war sie Covergirl von Hustler, Club, Gallery und Mens’ World. Sie ist bei ClubJenna unter Vertrag und hat bisher ca. 65 Filme gedreht. In Folge 10 der Serie Jack’s Playground von Digital Playground ist sie ebenfalls zu sehen.
Über die Pornobranche hinaus erlangte sie Bekanntheit durch ihre Rollen in Mainstream-Produktionen wie etwa Party Animals – Wilder geht’s nicht!, Das perfekte Paar und Nicht noch ein Teenie-Film oder der Fernsehserie Battle Dome. Capelli war Interviewerin in der ersten Staffel der Reality-TV-Show Jenna’s American Sex Star. Im Oktober 2006 fungierte sie zusammen mit Dave Navarro als Gastgeberin des Halloween-Lingerie-Ball in Hollywood und im Dezember desselben Jahres war sie die Gastgeberin des dortigen Groove Radio’s 3rd Annual Holiday Groove. Capelli lebt derzeit in Los Angeles. Neben ihrer offiziellen Website unterhält sie auch eine Comic-Website namens darkjesse.com.

## Filmografie (Auswahl)
- 2004: Das perfekte Paar (Perfect Opposites)
- 2004: Jack’s Playground 10
- 2006: Jesse Factor
- 2006: Jockin’ Jesse
- 2006: Deep In Style
- 2006: Jenna’s Provocateur
- 2006: Jesse loves Pain
- 2010: Malice in Lalaland